# زابوژه (شهرستان چیشن)
زابوژه (به لهستانی:  Zaborze) یک روستا در لهستان است که در گمینا خبیه واقع شده‌است. زابوژه ۵٫۹۲ کیلومتر مربع مساحت و ۱٬۰۰۵ نفر جمعیت دارد.